# Holguera (kommunhuvudort)
Holguera är en kommunhuvudort i Spanien.   Den ligger i provinsen Provincia de Cáceres och regionen Extremadura, i den centrala delen av landet, 230 km väster om huvudstaden Madrid. Holguera ligger 278 meter över havet och antalet invånare är 770.
Terrängen runt Holguera är platt norrut, men söderut är den kuperad. Runt Holguera är det glesbefolkat, med 15 invånare per kvadratkilometer. Närmaste större samhälle är Coria, 18,4 km nordväst om Holguera. Omgivningarna runt Holguera är huvudsakligen savann.